# Індоло-Кубанський прогин
Індоло-Кубанський прогин — геологічна структура на півдні України та Росії. Є найбільшою тектонічною структурою в північній частині Азово-Чорноморського регіону. В Дарджигістанскій платформі 

## Загальний опис
Прогин сформувався протягом кінця палеогену та всього неогену (олігоцен–пліоцен) одночасно з підняттям Кавказьких та Кримських мегаантикліноріїв унаслідок компенсаційного занурення південного краю Скіфської плити. Північною межею Індоло-Кубанського прогини є Індоло-Тимошевський розлом, західною — Новоцарицинський, східною — Адигейське підняття. На півдні межує з підняттями Гірського Криму та Великого Кавказу. Протяжність Індоло-Кубанського прогину в широтному напрямі близько 450 км, ширина — до 90 км. Значна частина прогину з його західного боку вкрита водами Азовського моря. Індоло-Кубанський прогин успадкував структуру опускань давнішого крейдового — еоценові закладання; слабо дислоковані відклади цього віку залягають в його основі (глибина в осьовій частині досягає 7,0–7,5 км) і незгідно перекриваються потужними майкопськими (до 3,0–5,0 км) та верхньоміоценово-антропогенними (до 2,0–3,5 км) утвореннями, представленими переважно глинами з прошарками алевролітів і піщаних порід. Південний борт Індоло-Кубанського прогину крутий, північний — пологий. Поділяється на дві зони — внутрішню та зовнішню, межа між якими проходить уздовж північного узбережжя Керченського та Таманського півостровів і далі в напрямку Краснодара (Росія) і відповідає регіонному розлому фундаменту, який частково простежується в осадковому чохлі. Уздовж цієї межі спостерігається різке зростання градієнтів занурення неогенових відкладів у північному та збільшення потужностей крейдово-еоценових відкладів у південному напрямках. Характерною особливістю прогину є розвиток процесів глиняного діапіризму та грязьових вулканів і пов'язаних з цим локальних складок — піднять, що формуються під дією механізму глибинно-гравітаційної складчастості. Індоло-Кубанський прогин перспективний щодо пошуку нафтогазових родовищ, зокрема у його українському секторі налічується 11 прогнозованих, 6 виявлених і 1 в бурінні нафтогазоперспективних об'єктів.

## Розташування
Західна околиця розміщена в Криму — на захід від Керченського півострова до гирла Індолу; далі він продовжується в Азовському морі до гирла Кубані.

## Історія походження
Індоло-Кубанський прогин виник в останній фазі альпійської складчастості в олігоцені-пліоцені як результат компенсаційного опускання краю Скіфської платформи при піднятті Кримських та Кавказьких гір.

## Склад
Прогин виповнений потужною товщею зім'ятих у складки олігоценових та неогенових відкладів, що незгідно залягають на давніших породах.